# 圣马梅迪-迪因费斯塔
圣马梅迪-迪因费斯塔是葡萄牙波尔图区的一个堂区。总面积5.21平方公里，总人口23542人，人口密度4518.6人/平方公里。